# Centaurea sennenii
Centaurea sennenii là một loài thực vật có hoa trong họ Cúc. Loài này được Pau ex Sennen mô tả khoa học đầu tiên năm 1908.